# Nikolaus Geiger
Nikolaus Geiger (1849-1897), nacido en Lauingen, Baviera, fue un escultor y pintor alemán. Fue estudiante de Joseph Knabl en la Academia de Múnich y pronto consiguió reconocimiento por su trabajo ornamental en el Palacio Mosche. Después de una visita a Italia estudió pintura en Múnich y en 1884 retornó a Berlín, donde se le reconoció con una medalla de oro en 1886, fue elegido miembro de la Academia en 1893, y fue hecho profesor en 1896. La Catedral de Santa Eduviges en Berlín contiene ejemplos de su obra. Produjo el alto relieve Adoración de los Magos (1894). Su Comunión de los Santos en el techo de Santa Eduviges es su pintura más notoria. Esculpió a Federico Barbarroja para el Monumento Kyffhäuser; una estatua al Trabajo para el edificio del Reichsbank en Berlín; y Centauro con Ninfa Danzando para la Galería Nacional. Geiger produjo un alto relieve para el friso del Monumento a los Soldados y Marineros en Indianápolis, Estados Unidos.

## Esculturas
- Centauro con Ninfa Danzando (antes de 1897), bronce, en la colección de la Galería Nacional (Berlín).[1]
- Cabeza de una Mujer Mayor (antes de 1897), bronce, en la colección de la Galería Nacional (Berlín).[2]
- Cabeza de Chica Joven (antes de 1897), bronce, en la colección de la Galería Nacional (Berlín).[3]
- Después de la Caída de la Gracia" (1896), bronce, en la colección de la Galería Nacional (Berlín).[4]
- Alto friso El Ejército para el Monumento a los Soldados y Marineros en Indianápolis, Indiana.
- Tímpano para la Catedral de Santa Eduviges, Berlín.
- Numerosas otras obras de Geiger fueron destruidas durante la II Guerra Mundial, incluyendo esculturas en "Villa Saloschin" (Berlín), la estatua a tamaño natural Trabajo para el Reichsbank en Berlín, y decoraciones figurativas en el edificio del Dresdner Bank (Berlín).
- Káiser Federico Barbarroja (para el monumento Kyffhäuser).

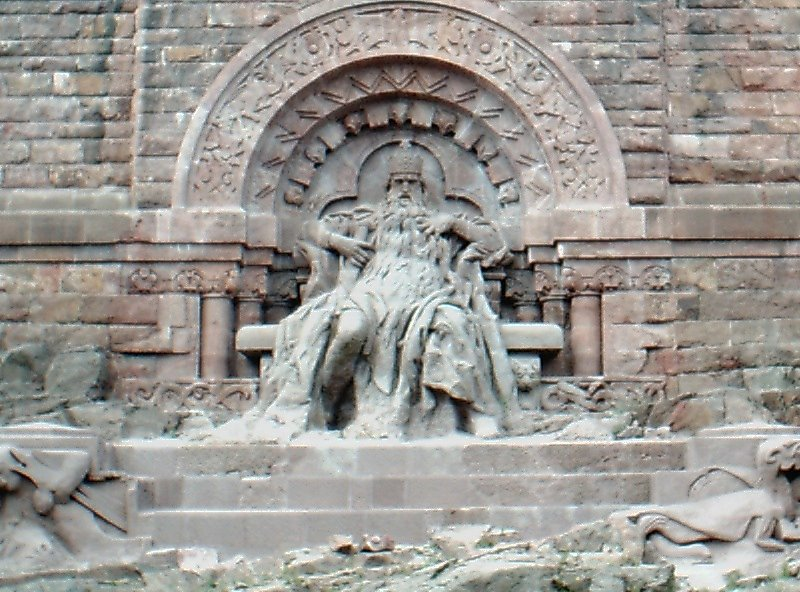
Barbarroja en el monumento Kyffhäuser.
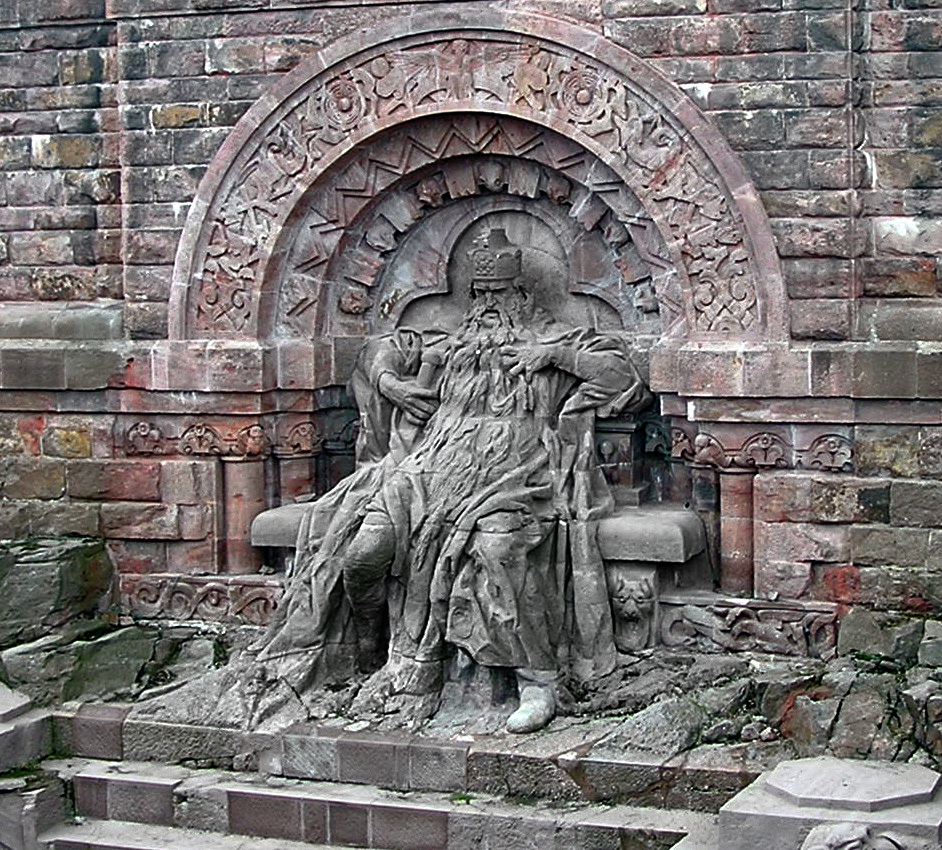
Detalle (2)
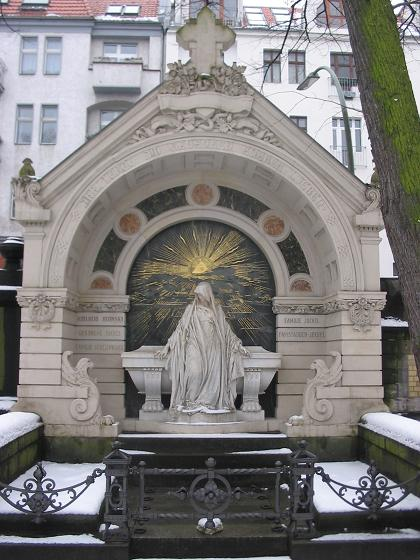
Tumba de Carl Hofmann en la Antigua Iglesia de San Mateo, Berlín (arquitecto: Bruno Schmitz); Mujer llorando por Nikolaus Geiger.
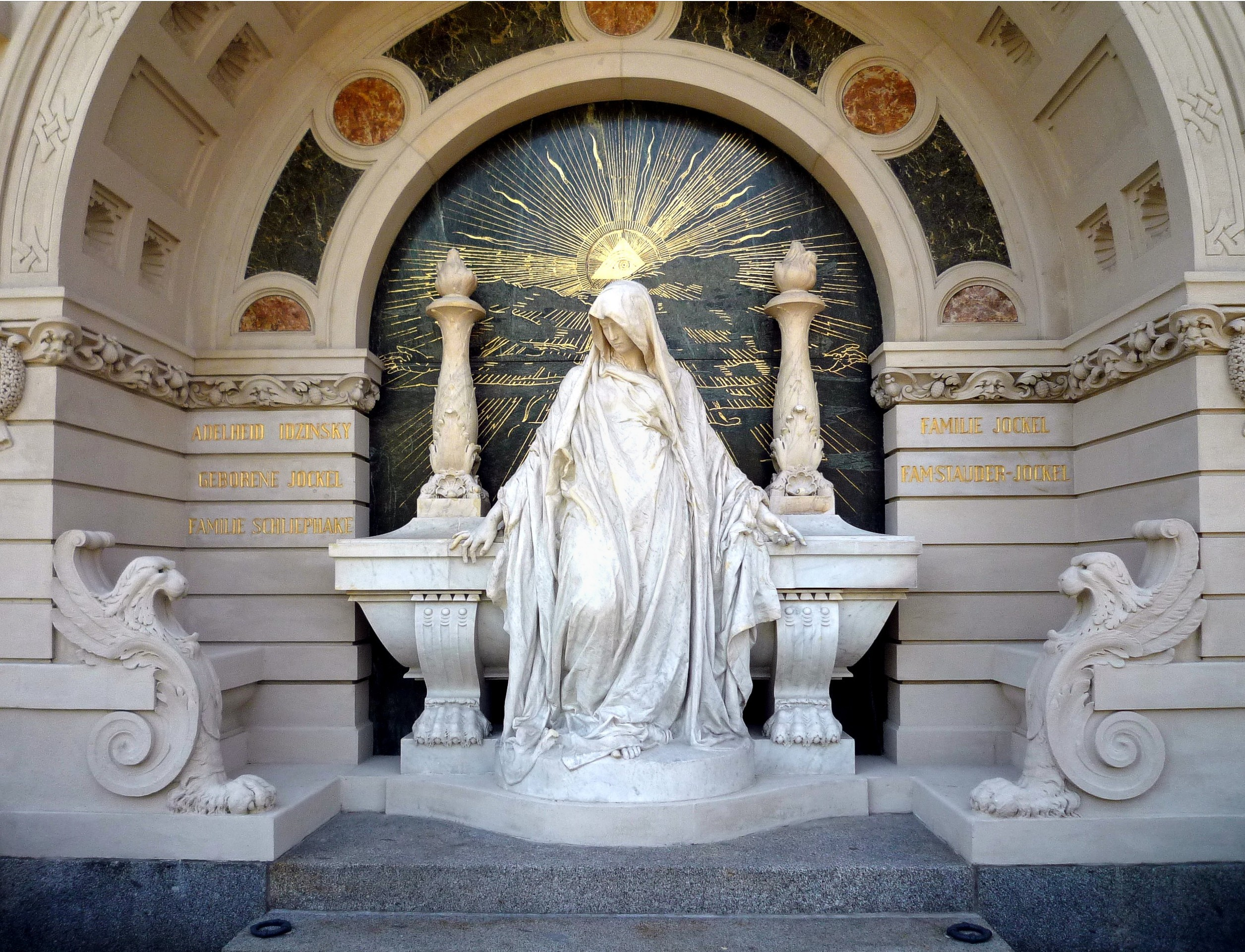
Detalle (2)
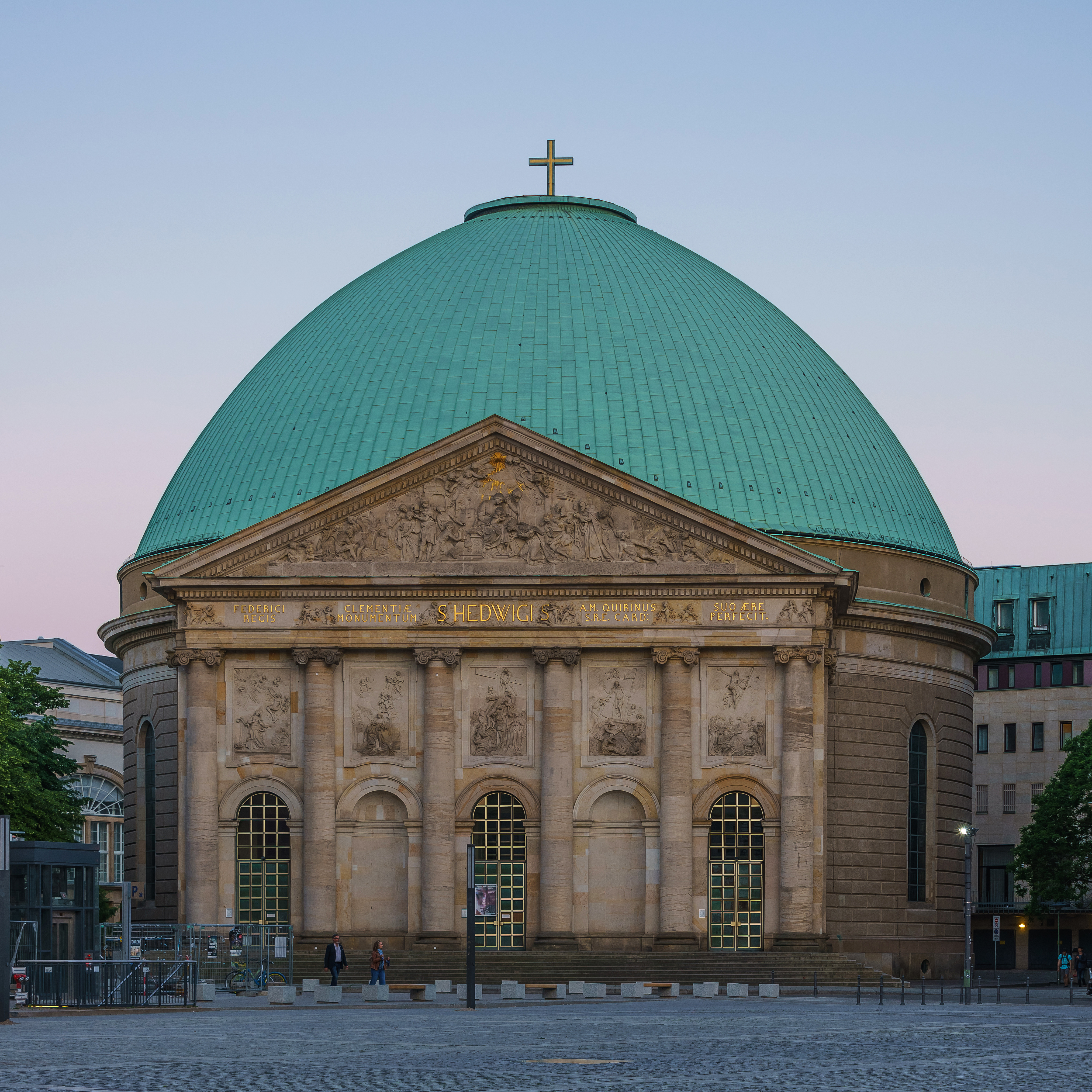
Tímpano friso de la Catedral de Santa Eduviges, Berlín.

## Pinturas
- El Pecador (1884), adquirida en 1898 por al Alte Nationalgalerie de Berlín.
- Pinturas en el techo de la Adoración al Niño Jesús en la Catedral de Santa Eduviges, Berlín.